# Helenidion
Genre
Helenidion est un genre d'araignées aranéomorphes de la famille des Theridiidae.

## Distribution
Les espèces de ce genre sont endémiques de l'île de Sainte-Hélène.

## Liste des espèces
Selon World Spider Catalog (version 25.5, 26/11/2024) :
- Helenidion huberti (Benoit, 1977)
- Helenidion sciaphilum (Benoit, 1977)

## Systématique et taxinomie
Ce genre a été décrit par Sherwood, Marusik, Fowler, Stevens et Joshua en 2024 dans les Theridiidae.

## Publication originale
- Sherwood, Henrard, Jocqué, Fowler, Marusik, Maddison, Harvey, Hormiga, Rheims, Piacentini, Peters, Stevens, Joshua, Scipio-O’Dean, Ellick, Wilkins, Ashmole & Ashmole, 2024 : « Annotated checklist of the spiders of Saint Helena, with new records, descriptions of unknown sexes, new and restored genera, and two new species (Araneae: Araneomorphae). » Arachnology, vol. 19, no 9, p. 1218-1291.